# Xenonhexafluoroplatinat
Xenonhexafluoroplatinat(IV) (XePtF6) ist eine Verbindung aus dem Edelgas Xenon, dem Edelmetall Platin und dem Halogen Fluor.

## Geschichte
Xenonhexafluoroplatinat war die erste hergestellte Edelgasverbindung. Sie wurde 1962 von dem amerikanischen Chemiker Neil Bartlett entdeckt. Der Syntheseversuch wurde durch die Beobachtung angeregt, dass Platinhexafluorid PtF6 mit molekularem Sauerstoff O2 die Verbindung Dioxygenylhexafluoroplatinat O2+PtF6− bildet. Da Sauerstoff und Xenon ähnliche Ionisierungsenergien besitzen, sollte die Reaktion auch mit Xenon möglich sein.

## Eigenschaften
Xenonhexafluoroplatinat ist eine Mischung aus verschiedenen Verbindungen. Dabei besitzt Xenon immer die Oxidationsstufe +II. Einige dieser Verbindungen sind XeF+PtF6−, XeF+Pt2F11− und Xe2F3+PtF6−.
Wie die meisten Edelgasverbindungen ist Xenonhexafluoroplatinat sehr instabil und kann deshalb nur bei sehr tiefen Temperaturen isoliert werden. Beim Erhitzen zersetzt es sich sofort in Xenon und Platinhexafluorid.